# Язык богослужения
Язы́к богослуже́ния (литургический язык, церковный язык) — применяемый в ходе богослужения язык. В частности, такие языки используются для написания церковной литературы, ведения церковного делопроизводства (то есть рабочий язык Церкви) и применяются также и в религиозном образовании.

## Языковые особенности
Языки богослужения обычно проявляют склонность к употреблению консервативных, порой крайне архаичных языковых форм в лексике, синтаксисе, фонетике, опираясь при этом на языковые нормы предыдущих поколений и эпох. По этой причине литургический язык, даже если он напрямую связан с языком разговорным, зачастую малопонятен простым прихожанам-современникам без определённой подготовки, что создаёт таким образом атмосферу таинства и религиозной возвышенности.

## История
Исторически в разных государствах и у разных народов наблюдалось несовпадение между разговорным языком и языком богослужения. В Средние века часто имело место многоязычие, когда задачи разговорного, государственного, процессуального, торгового (лингва франка) и литургического языков выполняли разные (иногда даже совершенно не родственные) языки (или идиомы). Тем не менее — с началом становления современных наций в XVIII веке и особенно в течение XX века — активное вмешательство государства в языковую политику и усиление значимости СМИ в ходе национального строительства при резком падении общей религиозности населения привели к упрощению языковой обстановки в большинстве частей мира и сближению языка церкви с языком народа.

## Примеры

### Киевская Русь
Примером церковного языка на территории восточнославянских стран, ранее входивших в состав Киевской Руси, был старославянский язык — южнославянский по происхождению, а разговорным и отчасти литературным — древнерусский язык. Наблюдалось взаимовлияние этих близкородственных языков, и влияние древнерусского привело к образованию особой разновидности церковнославянского языка на территории Руси, а сам древнерусский язык на территории России вобрал в себя южнославянские синтаксические черты и значительное количество слов из церковнославянского языка, превратившись в конечном итоге в современный русский язык. При этом, до возникновения письменности на церковнославянском языке, южные славяне некоторое время пользовались древнегреческим, а затем также и византийским (среднегреческим) языками.

### Романские народы
Похожей была языковая ситуация у романских народов Европы, где классическая латынь продолжала использоваться в Католической церкви и на письме. Со временем её отрыв от вульгарной латыни становился более очевидным и начал затруднять взаимопонимание, из-за чего в Галлии в Средние века произошло становление независимых романских языков. Тем не менее классическая латынь оказала на них существенное влияние в области лексики (языковые дублеты) и грамматики.

#### Восточнороманский ареал
Несколько отличным было положение была в восточном балкано-романском регионе, где до начала XVIII валахи пользовались церковнославянским языком, которым, по-видимому, хорошо владели и на разговорном уровне. Как итог этого сильное славянское влияние обнаруживаются и в современных румынском и молдавском языках. Сокращение области употребления церковнославянского языка объясняется усилением влияния греков-фанариотов, стремящихся заместить славянские языки греческим и турецким.

### Примеры литургического языка в многоязычной среде
С другой стороны, западные славяне и часть южных (хорваты, словенцы) пользовались латынью для проведения церковных служб и записей текстов. До Реформации латынь также была языком литургии и летописей у большинства германских и кельтских народов Европы, а также у венгров, литовцев, латышей, эстонцев и финнов. В средневековой Англии классическая латынь была языком церкви и формальных исторических документов; англо-нормандский язык (англо-французский) употреблялся как официальный язык рутинного делопроизводства, городских регистров и юриспруденции, как разговорный язык при королевском дворе, а также как язык преподавания в престижных школах для дворян; сами же крестьяне же продолжали общаться на староанглийском просторечии. Как итог взаимовлияния этих трёх составляющих возник современный английский язык.

### Восточные цивилизации
В ряде восточных обществ положение было ещё более сложным. Так, в средневековой Монголии задачи языка богослужения выполнял тибетский язык (с заимствованиями из санскрита, на котором составлены мантры). По этим причинам объяснение языка современной монгольской литературы немыслимо без знания языков тибетского, китайского и отчасти маньчжурского. На персидский очень заметное влияние в прошлом оказал арабский язык.

## Некоторые известные языки богослужения
- Старославянский язык и церковнославянский язык — ряд славянских православных и восточнокатолических церквей.
- Классическая латынь — Римско-католическая церковь (после Второго Ватиканского собора богослужения проходят на национальных языках).
- Тибетский язык — гималайско-монгольский буддизм.
- Классический китайский язык — конфуцианство, даосизм,  восточноазиатский буддизм.
- Классический арабский язык — ислам.
- Санскрит — индуизм.
- Пали — буддизм тхеравады.
- Авестийский язык — зороастризм.
- Бунго — Японская православная церковь.
- Геез — Эфиопская православная церковь.
- Готский язык — арианство.
- Грабар — Армянская апостольская церковь.
- Иврит — иудаизм.
- Йоруба — религии кандомбле и сантерия негров-рабов, перевезённых из Нигерии в Новый Свет (Бразилия, Карибы).
- Коптский язык — Коптская православная церковь, Коптская католическая церковь.
- Сирийский язык — христиане Леванта и Ирака.
- Португальский язык и классическая латынь — крипто-христиане средневековой Японии (Какурэ-кириситан), обращённые в католицизм португальцами.
- Этрусский язык — язык мистических ритуалов в языческом Риме.
- Дамин — ритуальный язык некоторых аборигенов Австралии.
- Ранненововерхненемецкий язык — используется амишами.
- Румынский литургический язык — Румынская православная церковь.
- Кальяуайя — ритуальный язык индейской  этнопрофессиональной группы калавайя в Андах.
- Шумерский язык — использовался последующими цивилизациями Двуречья как ритуальный, многие годы после того, как исчез в качестве разговорного.